# Mad Max: Fury Road

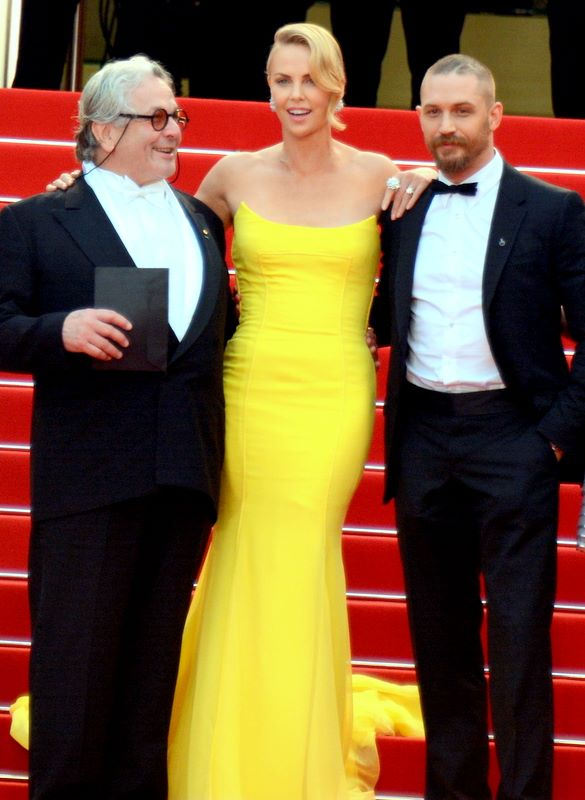
Regissören George Miller med skådespelarna Charlize Theron och Tom Hardy vid presentationen av Mad Max:Fury Road i Cannes 2015.

Mad Max: Fury Road är en postapokalyptisk actionfilm från 2015 regisserad, producerad och skriven av George Miller. Han skrev manuset tillsammans med Brendan McCarthy och Nico Lathourisoch. Filmen är den fjärde filmen i Millers Mad Max-filmserie. Det är den första filmen i serien på 30 år, och den första där Tom Hardy spelar "Mad" Max Rockatansky istället för Mel Gibson, som har rollen i de tre första filmerna.

## Handling
En kvinna, Imperator Furiosa, gör uppror mot en despotisk krigsherre, Immortan Joe, i ett framtida Australien och befriar dennes sexslavar. I sin flykt över "Fury Road" stöter de samman med en mystisk vandrare: "Mad" Max Rockatansky.

## Rollista (i urval)
- Tom Hardy – "Mad" Max Rockatansky
- Charlize Theron – Imperator Furiosa
- Nicholas Hoult – Nux
- Hugh Keays-Byrne – Immortan Joe
- Rosie Huntington-Whiteley – The Splendid Angharad
- Riley Keough – Capable
- Zoë Kravitz – Toast the Knowing
- Abbey Lee Kershaw – The Dag
- Courtney Eaton – Cheedo the Fragile
- Nathan Jones – Rictus Erectus
- Josh Helman – Slit
- Megan Gale – Valkyrie
- John Howard – The People Eater
- Richard Carter – The Bullet Farmer
- Quentin Kenihan – Corpus Colossus
- iOTA – Coma-Doof Warrior
- Angus Sampson – The Organic Mechanic
- Jennifer Hagan – Miss Giddy
- Jon Iles – The Ace
- Melissa Jaffer – Keeper of the Seeds
- Gillian Jones – Vuvalini
- Joy Smithers – Vuvalini
- Melita Jurisic – Vuvalini

## Om filmen
Filmen var menad att släppas redan 2001, med Gibson i huvudrollen. Den bestod inte av ett skrivet manuskript, utan av hundratusentals rutor som bildade ett ingående bildmanus. Den färdiga filmen avviker mycket lite ifrån detta manus från 2001. Av ekonomiska och geopolitiska skäl försenades filmen med flera år, vilket gjorde inspelningen osäker. Med tiden hoppade Gibson av projektet, då han ansåg att han inte längre var ung nog att spela Max. År 2007 återvände Miller till idén av Mad Max: Fury Road; efter att Millers film Happy Feet släpptes. Då så blev Miller intresserad att släppa Fury Road som en datoranimerad Anime film, där Gibson skulle spela rösten till Max. 2011 bekräftade Miller dock att idén hade slopats och att filmen snarare skulle bli en spelfilm. Till slut började produktionen 2012, nu med Hardy som Max. Hugh Keays-Byrne, som spelade originalfilmens antagonist Toecutter, spelade den nye skurken Immortal Joe, medan Theron fick den kvinnliga huvudrollen som Furiosa. Filmen spelades in i öknen i Namibia. De flesta av bilkrascherna i filmen gjorts på riktigt under kontrollerade former och sedan manipulerades bakgrunderna digitalt för att skapa det postapokalyptiska landskapet. 
Mad Max: Fury Road hade världspremiär den 7 maj 2015 på TCL Chinese Theatre, följt av en bredare biopremiär den 14 maj 2015. Den har fått mycket god kritik och har även röstats fram till årets bästa film av internationella filmkritiker.
Vid Oscarsgalan 2016 nominerades filmen till tio priser, varav den vann sex och därmed blev galans stora vinnare.

## Utmärkelser
| Priser och nomineringar      | Priser och nomineringar                      | Priser och nomineringar                                                            | Priser och nomineringar | Priser och nomineringar |
| Utmärkelse                   | Kategori                                     | Mottagare                                                                          | Resultat                |                         |
| ---------------------------- | -------------------------------------------- | ---------------------------------------------------------------------------------- | ----------------------- | ----------------------- |
| Oscar                        | Bästa ljudredigering                         | Mark Mangini och David White                                                       | Vann                    |                         |
| Oscar                        | Bästa ljud                                   | Chris Jenkins, Gregg Rudloff och Ben Osmo                                          | Vann                    |                         |
| Oscar                        | Bästa scenografi                             | Colin Gibson och Lisa Thompson                                                     | Vann                    |                         |
| Oscar                        | Bästa smink                                  | Lesley Vanderwalt, Elka Wardega och Damian Martin                                  | Vann                    |                         |
| Oscar                        | Bästa kostym                                 | Jenny Beavan                                                                       | Vann                    |                         |
| Oscar                        | Bästa klippning                              | Margaret Sixel                                                                     | Vann                    |                         |
| Oscar                        | Bästa film                                   | Doug Mitchell och George Miller                                                    | Nominerad               |                         |
| Oscar                        | Bästa regi                                   | George Miller                                                                      | Nominerad               |                         |
| Oscar                        | Bästa foto                                   | John Seale                                                                         | Nominerad               |                         |
| Oscar                        | Bästa specialeffekter                        | Andrew Jackson, Tom Wood, Dan Oliver och Andy Williams                             | Nominerad               |                         |
| Golden Globes                | Bästa film – drama                           |                                                                                    | Nominerad               |                         |
| Golden Globes                | Bästa regi                                   | George Miller                                                                      | Nominerad               |                         |
| BAFTA Awards                 | Bästa scenografi                             | Colin Gibson och Lisa Thompson                                                     | Vann                    |                         |
| BAFTA Awards                 | Bästa smink                                  | Lesley Vanderwalt och Damian Martin                                                | Vann                    |                         |
| BAFTA Awards                 | Bästa kostym                                 | Jenny Beavan                                                                       | Vann                    |                         |
| BAFTA Awards                 | Bästa klippning                              | Margaret Sixel                                                                     | Vann                    |                         |
| BAFTA Awards                 | Bästa foto                                   | John Seale                                                                         | Nominerad               |                         |
| BAFTA Awards                 | Bästa ljud                                   | Scott Hecker, Chris Jenkins, Mark Mangini, Ben Osmo, Gregg Rudloff och David White | Nominerad               |                         |
| BAFTA Awards                 | Bästa specialeffekter                        | Andrew Jackson, Dan Oliver, Tom Wood och Andy Williams                             | Nominerad               |                         |
| Screen Actors Guild Awards   | Bästa stuntensemble i en film                |                                                                                    | Vann                    |                         |
| Critics' Choice Movie Awards | Bästa regi                                   | George Miller                                                                      | Vann                    |                         |
| Critics' Choice Movie Awards | Bästa actionfilm                             |                                                                                    | Vann                    |                         |
| Critics' Choice Movie Awards | Bästa manliga skådespelare i en actionfilm   | Tom Hardy                                                                          | Vann                    |                         |
| Critics' Choice Movie Awards | Bästa kvinnliga skådespelare i en actionfilm | Charlize Theron                                                                    | Vann                    |                         |
| Critics' Choice Movie Awards | Bästa scenografi                             | Colin Gibson                                                                       | Vann                    |                         |
| Critics' Choice Movie Awards | Bästa smink                                  |                                                                                    | Vann                    |                         |
| Critics' Choice Movie Awards | Bästa kostym                                 | Jenny Beavan                                                                       | Vann                    |                         |
| Critics' Choice Movie Awards | Bästa klippning                              | Margaret Sixel                                                                     | Vann                    |                         |
| Critics' Choice Movie Awards | Bästa specialeffekter                        |                                                                                    | Vann                    |                         |
| Critics' Choice Movie Awards | Bästa film                                   |                                                                                    | Nominerad               |                         |
| Critics' Choice Movie Awards | Bästa kvinnliga skådespelare                 | Charlize Theron                                                                    | Nominerad               |                         |
| Critics' Choice Movie Awards | Bästa science fiction-/skräckfilm            |                                                                                    | Nominerad               |                         |
| Critics' Choice Movie Awards | Bästa foto                                   | John Seale                                                                         | Nominerad               |                         |